# Эшраги, Захра
Захра Эшраги (перс. زهرا اشراقی‎; род. 1 января 1964, Тегеран) — иранская активистка и бывший член правительства. Придерживается идей феминизма и выступает за соблюдение прав человека.

## Ранний период жизни
Родилась в 1964 году. Внучка Рухоллы Хомейни. Окончила философский факультет.

## Взгляды
Выступает за то, чтобы ношение хиджаба не было обязательным. Она считает, что: «Наша (Иранская) конституция по-прежнему гласит, что мужчина — главный, а женщина — верная жена, жертвующая собой ради своей семьи. Но общество изменилось, особенно за последние 10 лет. Если бы мой дедушка был здесь теперь, я уверена, у него были бы совсем другие идеи».
Она также заявила: «Конституция, одобренная моим дедом, гласит, что только мужчина может быть президентом… Мы хотели бы изменить формулировку с „мужчина“ на „любой“. Но дискриминация здесь не только в конституции. Как женщине, если я хочу получить паспорт, чтобы выехать из страны, сделать операцию, хоть чуть-чуть начать дышать, мне нужно разрешение мужа».

## Личная жизнь
В 1983 году вышла замуж за Мохаммада-Резу Хатами, бывшего главу Исламского фронта участия Ирана, главной реформистской партии страны и младшего брата бывшего президента Мохаммада Хатами. У них двое детей, дочь Фатиме и сын Алиреза.

## Политическая деятельность
В 2004 году Совет стражей конституции запретил ей баллотироваться в парламент, после проведенной проверки.